# Давидько Геннадій Броніславович
Геннадій Броніславович Давидько (біл. Генадзь Браніслававіч Давыдзька, нар. 29 вересня 1955, Сєнно, Вітебська область, Білоруська РСР, СРСР) — білоруський державний і політичний діяч, актор і телеведучий. Один з керівних пропагандистів концепції «Русский мир» на території Білорусі.
Є депутатом Палати представників Національних зборів VII скликання і голова Республіканського громадського об'єднання «Біла Русь», в минулому — керівник Білтелерадіокомпанії (НДТРК), депутат Палати представників III—IV скликань і член Ради Республіки Національних зборів. В даний час, будучи депутатом, також є головою Постійної комісії з прав людини, національних відносин і засобів пропаганди та членом Ради Палати представників.

## Біографія
У 1977 році закінчив Далекосхідний педагогічний інститут мистецтв, актор драматичного театру і кіно. У 1992 році закінчив Білоруську державну академію мистецтв, за спеціальністю — режисер драми. Заслужений артист Республіки Білорусь (1999), лауреат премії Федерації профспілок. Є автором програм і ведучим на Білоруському телебаченні.
З 1978 до 1980 роки служив у Радянській армії. З 1977 року розпочав трудову діяльність в Оренбурзькому обласному драматичному театрі імені М. Горького. З 1980 по 1982 роки працював актором Могильовського обласного театру драми і комедії імені В. Дуніна-Марцинкевича, актором Національного академічного театру імені Я. Купали (до 2004 року).
У 1995 році заснував театр «Бульвар сміху». 17 жовтня 2004 р. балотувався кандидатом у депутати Палати представників Національних зборів Республіки Білорусь третього скликання, за результатами виборів в своєму Купалівському окрузі № 94 отримав 24 022 голоси виборців (56,6 % від загальної кількості) . Після обрання депутатом, був членом Постійної комісії з освіти, культури, науки та науково-технічного прогресу (2004—2008 роки). Депутат Парламентських Зборів Союзу Білорусі і Росії, голова Комісії з інформаційної політики. Член суспільно-консультативної ради при Адміністрації Президента Республіки Білорусь. Голова ради фонду Президента Республіки Білорусь з підтримки культури і мистецтва. Голова асоціації громадських об'єднань «Білоруська конфедерація творчих спілок». Заступник голови Постійної комісії Палати представників Республіки Білорусь з прав людини, національних відносин і засобів масової інформації. У 2004 році присвоєно почесне звання «Мінчанин року».
28 вересня 2008 року був переобраний депутатом Палати представників четвертого скликання від Свіслоцького виборчого округу № 94. За результатами голосування отримав 21 369 голосів виборців (55,98 % загального числа). У новому скликанні був заступником голови Постійної комісії Палати представників Національних зборів з прав людини, національних відносин і засобів масової інформації.
28 грудня 2010 року був призначений керівником НДТРК Республіки Білорусь. У 2011 році разом з іншими впливовими співробітниками і керівниками державних ЗМІ Білорусі був включений до списку санкцій Європейського союзу, в зв'язку з хвилею арештів після президентських виборів 2010 року Геннадію Давидьку був заборонений в'їзд на територію країн ЄС, а активи підлягали заморожуванню. Згідно з позицією Європейської ради Геннадій Давидько: «описуючи себе як „авторитарного демократа“, ніс відповідальність за поширення по телебаченню державної пропаганди, яка підтримувала і виправдовувала репресії проти демократичної опозиції та громадянського суспільства після виборів в грудні 2010 року. Демократична опозиція і громадянське суспільство систематично показувалися в негативному і принизливому вигляді, з використанням сфальсифікованої інформації». У 2016 році санкції і обмеження були зняті. Того ж року виступив по телебаченню з низкою звинувачень недержавної преси, стверджуючи, що вона працює на розпад держави.
Під його керівництвом на державному телебаченні був показаний скандальний фільм «Залізом по склу», з текстами якого, як заявив Давидько, «я повністю згоден».
19 січня 2018 року Геннадій Давидько був обраний головою пропрезидентського громадського об'єднання «Біла Русь».
6 лютого 2018 року президент О. Лукашенко зняв Геннадія Давидька з посади керівника Білтелерадіокомпанії. У той же день призначений членом Ради Республіки Національних зборів Білорусі 6-го скликання.
На парламентських виборах, що пройшли 17 листопада 2019 року, балотувався в Палату представників Національних зборів Республіки Білорусь 7-го скликання по Східному виборчому округу № 107. За результатами голосування кандидат Давидько набрав 24 395 голосів (58,3 % загальної кількості голосів виборців). У Палаті представників зайняв посаду голови Постійної комісії Палати представників з прав людини, національних відносин і засобів масової інформації. В кінці січня 2020 очолив робочу групу з вивчення питання про скасування смертної кари. Раніше Давидько неодноразово висловлювався на підтримку смертної кари. У 2014 році Давидько закликав розстрілювати торговців «спайсами». У серпні 2019 року висловлювався проти чергового референдуму щодо скасування смертної кари, заявивши, що досить референдуму, який пройшов в 1996 році.
У 2021 році Давидко був доданий до санкційного списку ЄС (знову), Швейцарії та США (список спеціально позначених громадян і заблокованих осіб).
Одружений, має доньку.

## Фільмографія
| рік  | фільм                          | роль                   |
| ---- | ------------------------------ | ---------------------- |
| 1983 | Справа для справжніх чоловіків | Антон Фролов           |
| 1985 | Мамо, я живий                  | Партизан               |
| 2000 | У серпні 44-го…                | Полковник              |
| 2001 | Поводир                        | Декан                  |
| 2002 | Закон                          | Поліванов              |
| 2003 | Анастасія Слуцька              | Князь Семен Олелькович |
| 2010 | Брестська фортеця              | Новиков                |
| 2010 | Журов-2                        | Зеленський             |
| 2011 | ПираМММида                     | Міністр                |

## Нагороди
Нагороджений медаллю Франциска Скорини (2005), премією Федерації профспілок Республіки Білорусь, Почесною грамотою Національних зборів Республіки Білорусь, Гран-прі 1-го Всебілоруського фестивалю народного гумору, Гран-прі Міжнародного фестивалю сатири і гумору в номінації «письменник, сатирик», Гран-прі Міжнародного фестивалю вечірніх розважальних програм країн СНД і Балтії (за створення телециклу «Наливай»).